# La respuesta (película de 1976)
La respuesta (título original en catalán: M'enterro en els fonaments, lit. 'Me entierro en los cimientos') es una película catalana dirigida por Josep Maria Forn. Está basada en el libro homónimo de Manuel de Pedrolo, publicado en 1967. Si bien su rodaje se completó en 1969, el filme fue prohibido por la censura y no se pudo estrenar hasta siete años después en 1976. En 1985 fue doblada al catalán.

## Argumento
En Barcelona, en 1969, la joven camarera Renata mantiene relaciones amorosas con un estudiante, Aleix, pero también tiene un asunto esporádico con el señor Molina Costa, «subjefe provincial del Movimiento». Aleix decide aprovechar esta circunstancia y asesinarlo. El cadáver es descubierto, pero la policía no tiene ninguna pista. Unos hechos casuales hacen que el doctor Farràs, padre de Aleix, empiece a sospechar. Las relaciones entre el padre, un reputado médico franquista, y el hijo rebelde, se hacen aún más tensas.

## Reparto
- Francesc Viader como Aleix.
- Marta May como Renata.
- Jordi Torras como Dr. Farrás.
- Carme Fortuny como Clara.
- Teresa Cunillé como Bernardina.
- Carmen Pradillo como Emma.
- Josep Castillo Escalona como Sr. Molina Costa.
- Víctor Petit como Bagués.
- Jaume Picas como Sr. Morgadas.
- Adrià Gual como a Sr. Mollfulleda.

## Censura y estreno
La censura franquista obligó a realizar cuarenta y cuatro cortes en el guion y obligó a que se hicieran tres versiones hasta autorizarla. El estreno se retrasó hasta 1976; antes sólo se había proyectado en un único pase en la Semana de Cine Español de Molins de Rey de 1970, cuando todavía no tenía permiso de exhibición. La versión doblada al catalán se estrenó en la Semana de Cine en Catalán de Mataró en 1985. A raíz del estreno en catalán, Josep Maria Forn explicó que el filme recuperaba el título original, M'enterro en els fonaments, como la novela de Pedrolo, y no La respuesta, y que se estrenaba en la lengua en qué fue concebido. El director dijo entonces: «Creo que en mi película hay algunos errores y yo soy el primero en reconocerlo. De todas formas, también creo que el filme contiene aciertos y que la crítica del momento no les supo valorar lo suficiente».